# دفتر خاطرات شاهدخت (فیلم)
دفتر خاطرات شاهدخت  (به انگلیسی: The Princess Diaries) فیلمی محصول سال ۲۰۰۱ آمریکا به کارگردانی گری مارشال است. در این فیلم بازیگرانی همچون ان هتوی، هیتر ماتارازو، هکتور الیزوندو، مندی مور، جولی اندروز، کارولین گودال، رابرت کوپولا شوارتزمن، اریک ون دتن، ساندرا اوه، رنه اوبرجونیس، لری میلر و کتی گارور ایفای نقش کرده‌اند.